# (2426) Simonov
(2426) Simonov ist ein Asteroid des Hauptgürtels, der am 26. Mai 1976 vom russischen Astronomen Nikolai Stepanowitsch Tschernych am Krim-Observatorium in Nautschnyj (IAU-Code 095) entdeckt wurde.
Der Asteroid wurde nach dem sowjetischen Schriftsteller, Lyriker und Kriegsberichterstatter Konstantin Michailowitsch Simonow (1915–1979) benannt, dessen Werk hauptsächlich vom Krieg handelt.